# Выборы губернатора Нижегородской области (1995)
Первые выборы губернатора Нижегородской области состоялись в Нижегородской области 17 декабря 1995 года в период выборов глав регионов, одновременно с выборами депутатов Государственной думы II созыва. Победу одержал действующий губернатор Нижегородской области Борис Немцов, набрав 58,37 % голосов избирателей. Второе место занял президент АО «Нижегородский дом» Вячеслав Растеряев, набрав 26,17 % голосов.

## Кандидаты
| Кандидат                      | Деятельность/должность (на момент выдвижения)              | Статус          |
| ----------------------------- | ---------------------------------------------------------- | --------------- |
| Олег Юрьевич Маслов           | заместитель председателя исполкома Конгресса русских общин | зарегистрирован |
| Борис Ефимович Немцов         | действующий губернатор Нижегородской области               | зарегистрирован |
| Вячеслав Алексеевич Растеряев | президент АО «Нижегородский дом»                           | зарегистрирован |
| Владимир Иванович Соколов     | директор по производству ОАО «Нижегородоблгаз»             | зарегистрирован |

## Избирательная кампания
При участии Общественной палаты партий и движений Нижегородской области в апреле—июне 1995 года в регионе были приняты Устав области и закон «О выборах губернатора Нижегородской области». С учётом этих документов и на основании обращения Законодательного собрания области президентом Российской Федерации Борисом Ельциным 20 июня 1995 года подписан Указ № 612, разрешающий проведение выборов губернатора Нижегородской области в 1995 году. Законодательным собранием области была определена конкретная дата их проведения — 17 декабря 1995 года.
В рамках самовыдвижения всем кандидатам необходимо было собрать около 28 тысяч подписей избирателей. Для выдвижения действующего губернатора Нижегородской области Бориса Немцова собирали общественное объединение избирателей «Дело», собрание женщин-ветеранов Сормовского района, женщины-участницы Великой Отечественной войны из Сормовского района, благотворительный фонд «Молодёжь выбирает будущее», врачи Вадской центральной районной больницы. Среди доверенных лиц Немцова были генеральный директор «Нижегородской ярмарки» Владимир Бессараб, директор ИПФАН Андрей Гапонов-Грехов, директор оперного театра Анна Ермакова, директор филармонии Ольга Томина, руководитель нижегородского отделения Центра экономических и политических исследований Павел Чичагов, начальник ГЖД Омари Шарадзе, председатель правления «Промсвязьбанка» Егор Калошин, ректор ННГУ Александр Хохлов.
Помимо Немцова подписи избирателей в областной избирком также сдали заместитель председателя исполкома общественно-политического движения «Конгресс русских общин» и экс-депутат городского Совета народных депутатов Олег Маслов, президент АО «Нижегородский дом» Вячеслав Растеряев, директор по производству ОАО «Нижегородоблгаз» Владимир Соколов. По итогу Борис Немцов представил в избирком 89 тысяч подписей, Олег Маслов — 69 тысяч, Вячеслав Растеряев — 42,5 тысячи, Владимир Соколов — 29,5 тысяч.
В ходе предвыборной кампании Борис Немцов ездил по городам и сельским районам области, неоднократно встречался с жителями областного центра, рассказывал о том, что сделано, внимательно выслушивал их критику, просьбы и советы. Оценивая сделанное под его руководством за четыре года, в заслуги губернатору ставили определённые успехи в приватизации ряда сфер областного хозяйства, организации целевых займов, адресную социальную помощь, возрождение Нижегородской ярмарки, а также широкое строительство в регионе дорог, газификацию сельских районов, телефонизацию. Из критических замечаний были отмечены непрекращающийся спад в промышленности и в сельском хозяйстве, проблема задержки выплаты заработной платы и пенсий. Говоря о своей программе, Немцов подчёркивал, что «главная задача — это использование любых возможностей для того, чтобы люди своевременно получали пенсии, заработную плату, пособия и стипендию», что он — сторонник свободного от государственного вмешательства предпринимательства. Его программа включала в себя: введение налога на роскошь и сверхдоходы; увеличение социальных пособий для малообеспеченных; оказание государственной поддержки сельскохозяйственным предприятиям всех форм собственности; установка 250 тысяч телефонов.
Главным соперником Немцова был Вячеслав Растеряев, поддержанный КПРФ и Аграрной партией. Растеряев активно разъезжал по области, встречался с множеством трудовых коллективов. Будучи сторонником рыночной экономики выступал за изменение бюджетной и налоговой политики для развития конкурентоспособного производства; его слоганом был: «вернуть людям спокойствие и веру». Программа кандидата от Конгресса русских общин Олега Маслова представляла собой сочетание левых лозунгов и национально-консервативных призывов. Так, тезисы типа «Рынок в сельском хозяйстве невозможен» или «В области, где 90 процентов русских, губернатор должен быть русским человеком» были довольно спорными.

## Результаты
| Место                       | Место                       | Кандидат                    | Голосов   | %        |
| --------------------------- | --------------------------- | --------------------------- | --------- | -------- |
|                             | 1.                          | Борис Немцов                | 1 037 022 | 58,37 %  |
|                             | 2.                          | Вячеслав Растеряев          | 464 893   | 26,17 %  |
|                             | 3.                          | Олег Маслов                 | 109 622   | 6,17 %   |
|                             | 4.                          | Владимир Соколов            | 41 041    | 2,31 %   |
| Против всех                 | Против всех                 | Против всех                 | 93 781    | 5,28 %   |
| Действительных бюллетеней   | Действительных бюллетеней   | Действительных бюллетеней   | 1 746 359 | 98,3 %   |
| Недействительных бюллетеней | Недействительных бюллетеней | Недействительных бюллетеней | 30 216    | 1,7 %    |
| Явка                        | Явка                        | Явка                        | 1 776 575 | 100,00 % |
| Общее число избирателей     | Общее число избирателей     | Общее число избирателей     | 2 845 535 |          |

Активнее всех за Немцова голосовали в Сокольском районе (72,8 %), Дзержинске (71,4 %), Балахнинском (71,2 %) и Володарском (69,7 %) районах. При этом в трети районов области на выборах лидировал Растеряев, в основном удалённых от Нижнего Новгорода — Ардатовском, Большеболдинском, Бутурлинском, Гагинском, Краснооктябрьском, Пильнинском и Уренском районах. Лучший результат у Растеряева был в Пильнинском районе — 73,6 % голосов избирателей.
В районах Нижнего Новгорода Немцов набрал от 62,3 % до 66,3 % голосов, Растеряев — от 15,7 % до 22,2 %.